# Tasso Fragoso
Augusto Tasso Fragoso, mais conhecido por Tasso Fragoso (São Luís, 28 de agosto de 1869 — Rio de Janeiro, 20 de setembro de 1945) foi um militar, juiz do STM, e escritor brasileiro. Durante a Revolução de 1930, foi presidente da Junta Governativa Provisória de 1930, que governou o Brasil de 24 de outubro a 3 de novembro, entre a deposição do Presidente Washington Luís e a posse de Getúlio Vargas. Ele também é primo do Presidente da República Portuguesa, António Óscar de Fragoso Carmona. 
Foi o primeiro maranhense a ser Presidente do Brasil.

## Antepassados
Augusto Tasso Fragoso nasceu em São Luís, em 1869. Em seus documentos oficiais consta ter nascido no ano de 1867, devido à alteração, comum na época, feita por seu pai para que pudesse iniciar mais cedo a vida militar.
Era fruto da união de Maria Custódia de Souza Fragoso, nascida no Pará e descendente de portugueses, com Joaquim Coelho Fragoso, português de Baião, distrito do Porto.
Seu pai, Joaquim, foi o gestor da Companhia de Navegação Fluvial e, segundo o biógrafo de Tasso Fragoso, a quem “a província [do Maranhão] já devia a fundação de várias empresas industriais”. Por seus serviços, foi nomeado vice-cônsul de Portugal no Maranhão e depois elevado à categoria de Cônsul do Ceará e Piauí em 1894.

## Trajetória

### Golpe Republicano

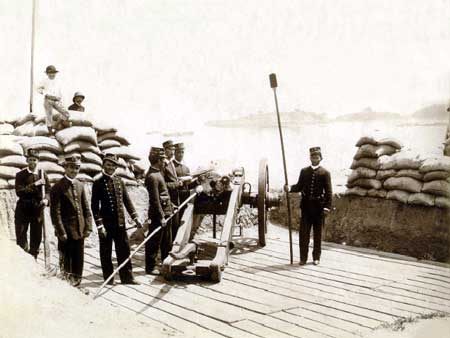
Uma bateria legalista durante a Revolta da Armada, no Rio de Janeiro, em 1894.

Militar, ainda jovem travou conhecimento, no Rio de Janeiro, com as ideias positivistas divulgadas por Benjamin Constant.
Promovido a alferes-aluno em janeiro de 1889, frequentou, a partir de abril, os cursos de estado-maior e de engenharia da Escola Superior de Guerra, bacharelando-se em matemática e ciências físicas e naturais. Nesse período, participou das articulações do movimento pela implantação da República. No mês de outubro, quando as relações entre o imperador e o Exército estavam tensas, discursou em nome dos colegas em homenagem a Benjamim Constant, afirmando a determinação de todos em acompanhar o professor “na transformação prestes a se passar em nossa pátria”. Depois desse ato, Benjamim Constant foi demitido de suas funções e os alunos foram repreendidos.
Perto de 15 de novembro, ao saber de movimentos para a proclamação da República, Tasso Fragoso, fardado e armado, juntou-se a outros companheiros e dirigiu-se à escola, onde todos aguardavam a chegada de Benjamim Constant e do general Manuel Deodoro da Fonseca. 
Posteriormente, tomou o cargo, junto ao então alferes-aluno Cândido Mariano Rondon, de apurar a posição do então almirante Eduardo Wandenkolk diante do movimento, que acabou implantando a nova forma de governo no país.
Em 1891, assumiu a Chefia do Departamento de Obras e Viação Geral do Distrito Federal, exercendo o cargo até o mês de abril do ano seguinte.
Em 1893, participou da repressão à Revolta da Armada, que pretendia derrubar o governo de Floriano Peixoto. Em 1908, viajou à Europa como membro do Estado-Maior do Ministro da Guerra Hermes da Fonseca. 

### Adido militar na Argentina

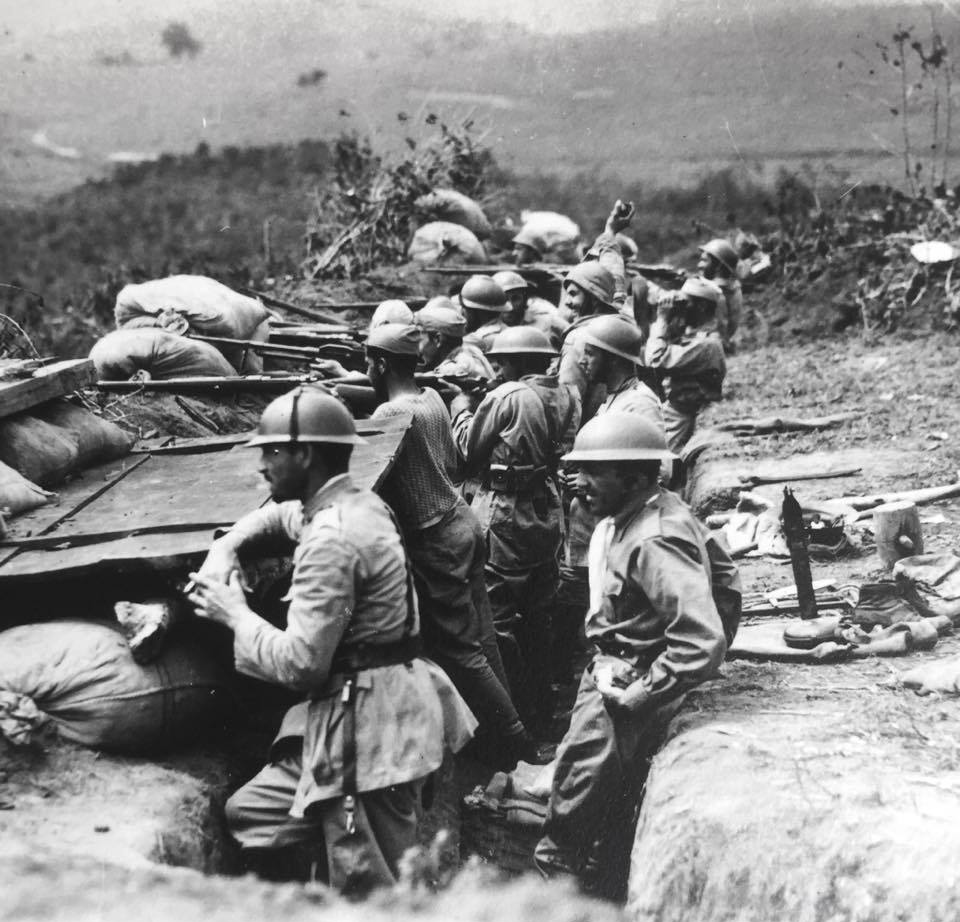
Trincheira de combatentes paulistas nos arredores de Amparo, no estado de São Paulo, durante a Revolução de 1932.

Nomeado adido militar à legação brasileira na Argentina, Tasso Fragoso viajou para esse país em julho de 1909, sendo promovido a tenente-coronel em dezembro desse mesmo ano. De volta ao Brasil, assumiu, em julho de 1910, o comando do 8º Regimento de Cavalaria, sediado em Uruguaiana (RS), onde permaneceu até abril de 1913. Nesse período, exerceu interinamente, por diversas vezes, o comando da 2ª Brigada de Cavalaria, localizada na mesma região.
Em 1914, foi nomeado Chefe da Casa Militar pelo Presidente Venceslau Brás, permanecendo nessa função até 1917. Nesse período, desempenhou papel importante na implantação do serviço militar obrigatório e na remodelação do Exército.

### Generalato
Em 1918, chegou ao generalato. Em 21 de novembro de 1922, foi designado foi Chefe do Estado-Maior do Exército, onde permaneceu até 24 de janeiro de 1929. Destacou-se no processo de remodelação do Exército orientada pela Missão Militar Francesa. Exonerou-se da chefia do EME em 1929, por discordar do alijamento do órgão das decisões relativas à reestruturação do ensino militar no país.

### Deposição de Washington Luís

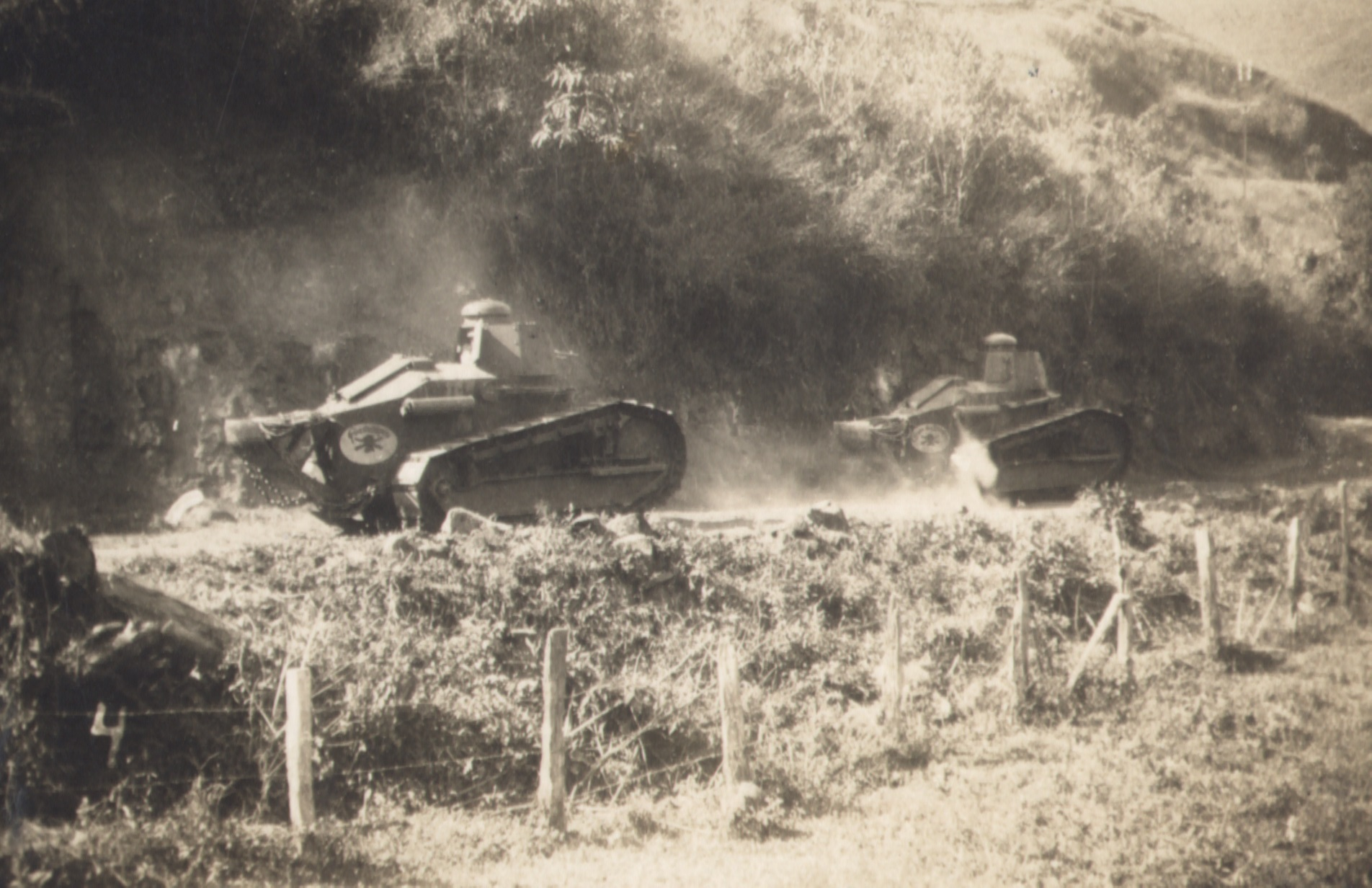
Carros de assalto Renault FT-17 legalistas avançando para o combate no setor de Itaguaré, em São Paulo, em 1932.

Dedicado à sua carreira profissional e distante das lutas políticas, Tasso Fragoso recusou convite para participar da Revolução de 1930. O confronto armado entre governistas e revolucionários em todo o País acabou, porém, por fazê-lo aceitar o pedido do General João de Deus Mena Barreto que indicava o seu nome para, na condição de oficial da ativa mais antigo do país, assumir o comando da operação militar destinada a pacificar o País, afastando o Presidente Washington Luís. Em seguida, junto com o próprio General Mena Barreto e com o contra-almirante Isaías de Noronha, chefiou e liderou a Junta Governativa que substituiu o Presidente deposto e transferiu o poder a Getúlio Vargas, comandante das forças revolucionárias.
Em 30 de março de 1931, voltou à chefia do EME. Participou, então, do combate à Revolução Constitucionalista de 1932, mas, por considerar-se alijado das decisões mais importantes dessa campanha, voltou a demitir-se da chefia daquele órgão, em 22 de agosto de 1932.

### Juiz do STM
Em 22 de abril de 1933, foi nomeado Ministro do Superior Tribunal Militar (STM), função que exerceu até 19 de fevereiro de 1938, quando aposentou-se compulsoriamente por limite de idade. Na realidade, Tasso completava nessa data os 66 anos e não os 68, isso porque seu pai, por ocasião de sua matrícula na Escola Militar, havia aumentado sua idade para atingir o mínimo regulamentar.
Seus íntimos, cientes da circunstância, insistiram que requeresse a retificação. Tasso Fragoso recusou o alvitre, alegando não lhe parecer honesto, depois de se beneficiar durante anos com este recurso de seu pai, vir a denunciá-lo e anulá-lo para obter vantagem.

## Últimos dias
Morreu de processo insanável de arteriosclerose, e nos seus últimos dias, ocorreu “um fato que serve para dar toque final a sua figura de verdadeiro homem de escol”, nas palavras do então General Tristão de Alencar Araripe:
| “ | “Inteligência esclarecida, espírito culto, o General Tasso Fragoso foi sempre infenso aos credos comuns da nossa gente, preferindo, para motivo das suas meditações, o filosofismo sutil do gênio singular, que concebeu um dia a Religião da humanidade (...) Mas eis que um dia, Marina, sua filha querida, por traiçoeira enfermidade se encontra entre a vida e a morte (...). Junto ao leito de Marina havia os que confiavam mais em Deus do que nos homens. Lembram, assim, ao pai aflito fizesse ele um apelo a Deus (...). Jurado havia o pai extremoso tudo fazer para roubar á morte a sua filha. Pedir por ela a um poder que ele até então desconhecera era indispensável, como lhe diziam! Pois pediria, prometendo ainda inscrever-se no número dos que creem nesse Deus de misericórdia infinita. E Marina salvou-se! Cremos haver explicado, de maneira cabal, o fato que tão gratamente surpreendeu ontem a sociedade carioca: a primeira comunhão do General Tasso Fragoso”. | ” |

Morreu no Rio de Janeiro, em 1945, aos 76 anos. Um logradouro do bairro da Lagoa, onde viveu e faleceu, leva seu nome. A cidade de Tasso Fragoso, no Maranhão, é uma homenagem a seu nome.

## Família
Casou-se com Josefa Graça Aranha, filha de Temístocles Maciel Aranha e Maria da Glória de Alencastro Graça. Sua mulher, portanto, descendia do Barão de Aracati e de Maria Adelaide do Carmo de Alencastro que, por sua vez, era filha de José Joaquim de Alencastro e Maria Eduarda Carneiro Leão, oriunda de tradicional família Pernambucana.
Teve inúmeros filhos, entre os quais se refere o Marechal Tristão de Alencar Araripe:
- Evangelina, cuja união com o bancário Genésio Pires deu origem à nova família Fragoso Pires: José Carlos, Luiz Paulo, Fernando Tasso e Evangelina Catão. Evangelina (neta) casou-se com o deputado, senador e empresário Álvaro Luís Bocaiuva Catão, nesse relacionamento tiveram uma filha Theodora Fragoso Pires Bocayuva Catão.
- Murilo, diplomata, teve descendência: Magui e Rosa Maria;
- Beatriz, com descendência: Beatriz;
- Heloisa, que gerou Carlos Alberto e Maria Regina;
- Marina.

## Obras publicadas
Entre as diversas obras técnicas e históricas que escreveu, se destacam: 
- 1904 – Determinação da hora por alturas correspondentes de estrelas diversas 1908 — Determinação de latitude por alturas iguais de duas estrelas (método de Stechert)
- 1922 – A batalha do passo do Rosário
- 1934 – História da guerra entre a Tríplice Aliança e o Paraguai
- 1938 – A Revolução Farroupilha (1835-1845) — narrativa sintética das operações militares
- 1940 – Revolvendo o passado
- 1965 – Os Franceses no Rio de Janeiro